# Hiệp ước Alcáçovas

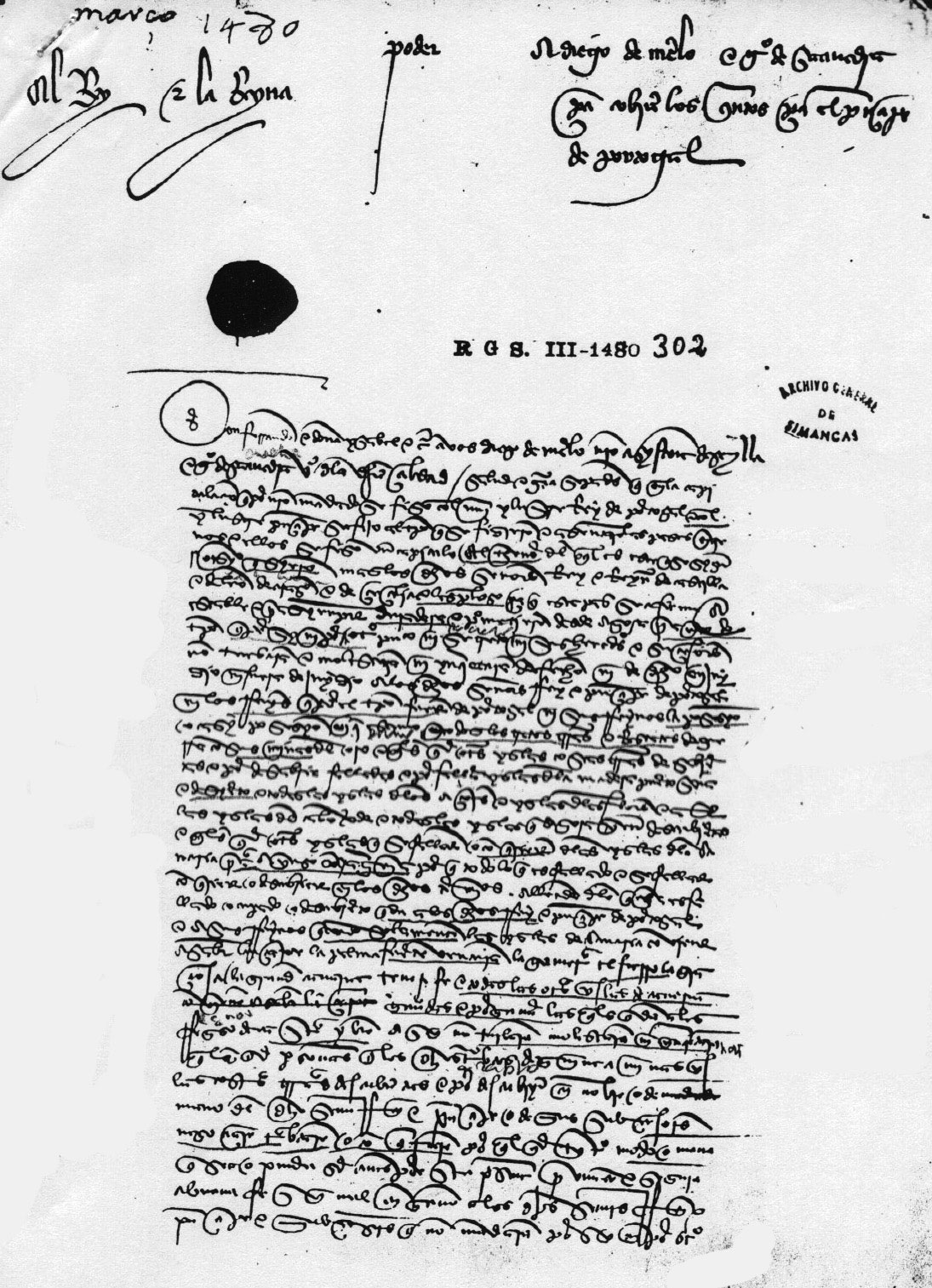
Hiệp ước Alcaçovas. Thông báo về hiệp ước gửi tới thành phố Seville, ngày 14 tháng 3 năm 1480. Trang 1.

Hiệp ước Alcáçovas (tiếng Tây Ban Nha: Tratado de Alcazobas; tiếng Bồ Đào Nha: Tratado das Alcáçovas) còn gọi là Hiệp ước hoặc Hòa ước Alcáçovas-Toledo, được ký kết vào ngày 4 tháng 9 năm 1479 giữa một bên là các Quân chủ Công giáo của Vương quyền Castilla và Vương quyền Aragón, bên còn lại là Vua Afonso V của Bồ Đào Nha và con trai ông là Vương tử João. Hiệp ước đã đặt dấu chấm hết cho Chiến tranh Kế vị Castilla, kết thúc với chiến thắng của người Castilla trên đất liền, trong khi đó người Bồ Đào Nhà đã chiến thắng trên biển.
 Bốn hiệp ước hòa bình được ký kết tại Alcáçovas phản ánh kết quả đó: Isabel I được công nhận là Nữ vương của Castilla trong khi Vương quốc Bồ Đào Nha đạt được quyền bá chủ ở Đại Tây Dương.
Hiệp ước nhằm điều chỉnh:
- Afonso V và các nhà cai trị của Castilla từ bỏ tranh giành ngai vàng của Castilla và ngai vàng của Bồ Đào Nha.
- Sự phân chia Đại Tây Dương và các lãnh thổ hải ngoại thành hai vùng ảnh hưởng.
- Số phận của Juana của Castilla.
- Hợp đồng hôn nhân chính trị giữa Vương nữ Isabel của Aragón và Castilla, con gái lớn của Quân chủ Công giáo, với Vương tử Afonso, người thừa kế của Thân vương João, cháu nội của vua Afonso V của Bồ Đào Nha. Điều này được gọi là Tercerias de Moura, và bao gồm việc các Quân chủ Công giáo phải trả cho nhà cai trị Bồ Đào Nha khoản bồi thường chiến tranh dưới hình thức của hồi môn.[3]
- Chính quyền Castilla ân xá những người ủng hộ Juana của Trastámara ở Castilla.